# NGC 244
NGC 244 là một thiên hà dạng hạt đậu nằm trong chòm sao Kình Ngư. Nó được phát hiện vào ngày 30 tháng 12 năm 1785 bởi William Herschel.